# Kenzō Shirai
Kenzō Shirai (jap. 白井 健三 Shirai Kenzō; ur. 24 sierpnia 1996 r. w Jokohamie) – japoński gimnastyk, złoty i brązowy medalista igrzysk olimpijskich, pięciokrotny mistrz świata.
Został najmłodszym męskim zwycięzcą mistrzostw świata w 2013 roku. Miał wtedy 17 lat i 42 dni.
Ma starszego brata Shotaro, który również uprawia gimnastykę sportową.

## Igrzyska olimpijskie
Na letnich igrzyskach olimpijskich w Rio de Janeiro zdobył dwa medale. W zawodach drużynowych zdobył złoto, wyprzedzając Rosjan i Chińczyków. Natomiast brąz wywalczył w rywalizacji skoków, gdzie lepiej spisali się Koreańczyk Ri Se-gwang i Rosjanin Denis Abljazin. Podczas pierwszego skoku wykonał nową ewolucję, za którą dostał najwyższą ilość punktów w finale. Wystąpił również w finale ćwiczeń wolnych, zajmując czwarte miejsce.
| Igrzyska | Miasto         | Konkurencja        | Kwalifikacje | Kwalifikacje | Finał   | Finał   |
| Igrzyska | Miasto         | Konkurencja        | Wynik        | Miejsce      | Wynik   | Pozycja |
| -------- | -------------- | ------------------ | ------------ | ------------ | ------- | ------- |
| IO 2016  | Rio de Janeiro | Ćwiczenia wolne    | 15,333       | 6. Q         | 15,366  | 4.      |
| IO 2016  | Rio de Janeiro | Skok               | 15,283       | 3. Q         | 15,449  | brąz    |
| IO 2016  | Rio de Janeiro | Wielobój drużynowy | 269,294      | 4. Q         | 274,094 | złoto   |